# Wat Phrathat Doi Suthep

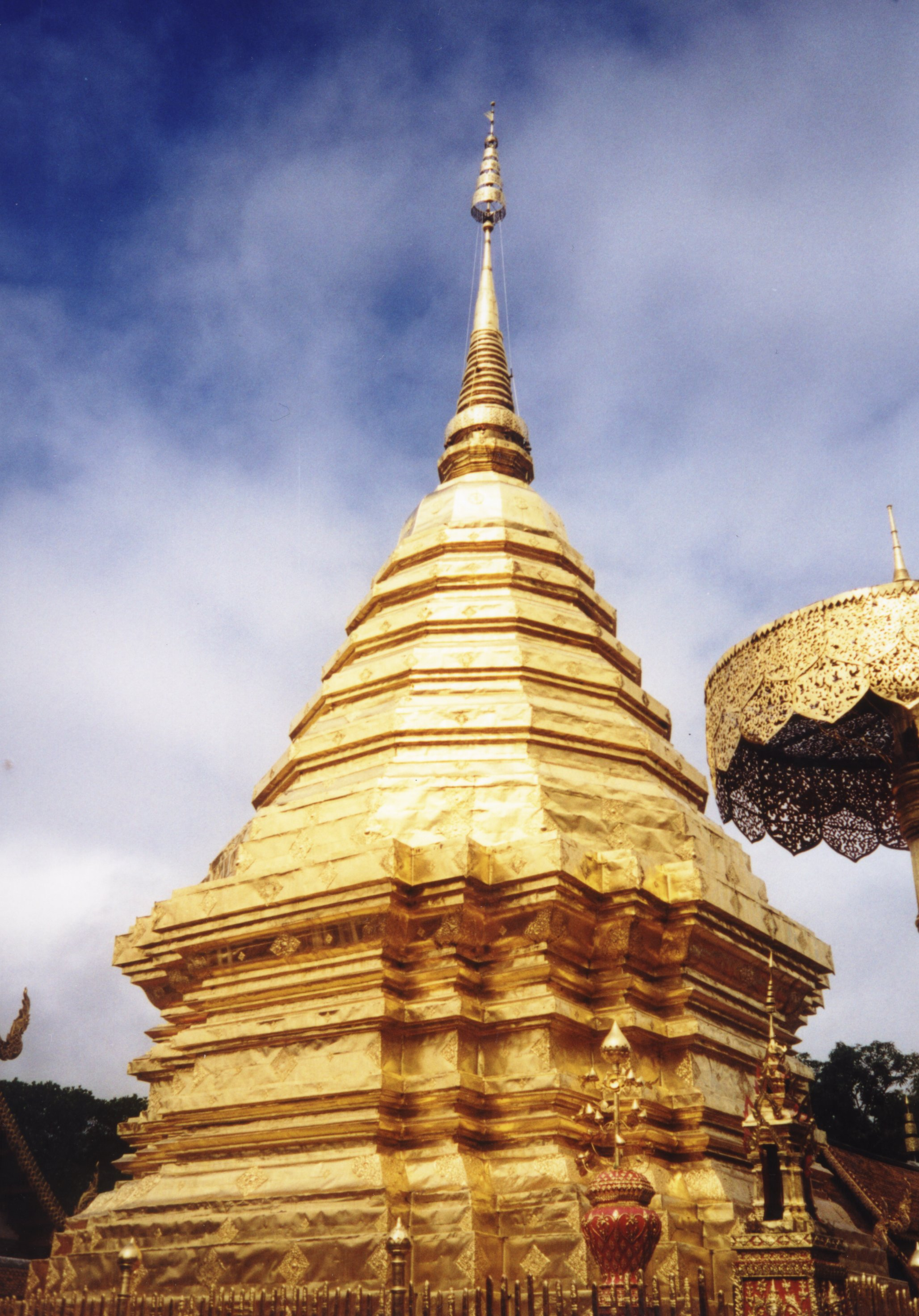
Chedi chính mạ vàng ở Wat Doi Suthep

Chùa Phrathat Doi Suthep (tiếng Thái: วัดพระธาตุดอยสุเทพ Wat Phrathat Doi Suthep, 18°48′19″B 98°55′18″Đ / 18,80528°B 98,92167°Đ) là một trong những ngôi chùa thiêng liêng nhất tại Chiang Mai (Thái Lan) và được nhiều người Thái Lan tin sùng. Đây cũng là nơi nhiều tín đồ Phật giáo hành hương trong các ngày lễ lớn.

## Lịch sử
Người ta có câu "Chưa đến chùa Phrathat Doi Suthep là chưa đến Chiang Mai", " Đây cũng là ngôi chùa linh thiêng ở Chiang Mai ". Suốt 600 năm qua, chùa có nhiều thay đổi và được tu sửa nhiều lần. Trước đây để lên được đỉnh núi phải mất 5 giờ qua một con đường hẹp, nhỏ và nhấp nhô được xem là trở ngại lớn nhất để lên được đỉnh chùa.
Năm 1934, nhà sư Kruba Srivichai đến Chiang Mai để thực hiện dựa án xây dựng đường lên chùa. Tin tức lan truyền khắp nơi nên Phật tử khắp nơi đổ về đây góp công sức, kể cả những người dân tộc thiểu số sống ở vùng núi.

## Mô tả
Hai con rồng lớn nằm dài theo những bậc thang, đầu ngẩng lên trời. Nhìn lên phía trên, những bậc thang cao dần dẫn xuyên suốt lên đền. Người ta bảo lên đền vào buổi chiều gần tắt nắng là đẹp nhất. Lúc này, mặt trời lặn chiếu xuống cả thành phố Chieng Mai mờ sương. Toàn cảnh thành phố Chieng Mai ẩn hiện dưới làn mây mỏng. Tháp(Chedi) lớn nhất nằm khu trung tâm của ngôi đền Wat Prathat được bọc vàng. Đây chính là nơi cất giữ mảnh xương vai của Phật tổ. Quanh chiếc Chedi này là hai chiếc ô lọng màu đồng bóng. Xung quanh tháp lớn này, những bức tượng phật nhỏ được bố trí bốn phía.

Treo dọc theo mái đền cong cong là dải chuông bằng đồng nhỏ. Chúng reo lên những tiếng nhạc du dương khi cơn gió thổi qua. Hai dãy chuông đồng lớn treo ngoài lối vào đền đúng lúc đó cũng được gióng lên. Những nhà sư mặc áo vàng cài chéo qua người (giống như sư ở miền Tây Tạng) ngồi hai bên dãy hành lang của ngôi đền cùng quỳ lạy và đọc kinh. Những nhà sư được ngồi trong điện chính là những nhà sư có chức vụ cao. 

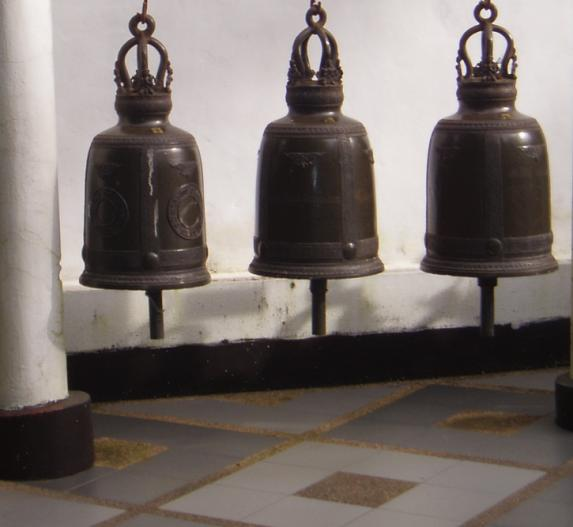
Chuông đồng nhỏ quanh chùa

Bức tường Phật tổ Như Lai bằng đồng lớn được đặt chính giữa điện với những bức tượng Phật khác nhau đặt xung quanh
Trước khi lên đền, ai cũng mua một bó sen trắng. Đặt vào những khay để ngoài sân, thắp lên một nén hương, cầm bó sen trắng cùng cầu nguyện..

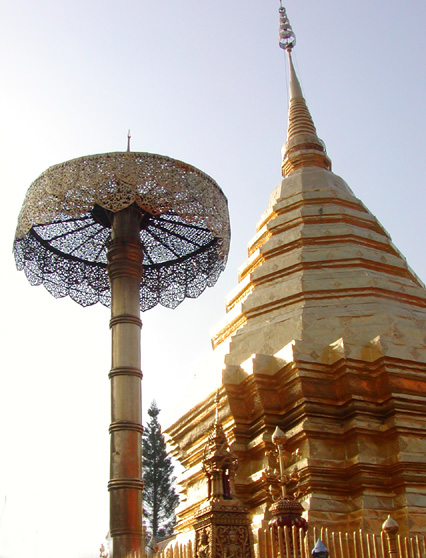
Tàn lộng cạnh chedi trung tâm

## Truyền thuyết
Sự tích kể rằng, ngôi đền và vị trí hiện nay của nó bắt nguồn từ truyên thuyết sau: có một nhà sư tên là Sumanathera đêm nằm mơ thấy phật truyền rằng nhà sư phải đi tìm di vật của Phật. Nhà sư đến nơi Phật tổ đã chỉ và tìm thấy một mãnh xương vai của Phật tổ. Di vật này có phép lạ, nó phát ra ánh sáng, có thể biến mất, có thể tự chuyển động và tự tái tạo. Sư Sumanathera sau đó đem di vật này cho nhà vua Dharammaraja trị vì vùng Sukhothai (Thái Lan).
Nhà vua tiếp đón sư Sumanathera long trọng nhưng khi đo, di vật lại không thể hiện phép nhiệm mầu nào nữa. Do nghi ngờ đó không phải là di vật của Phật tổ, nhà vua cho phép sư Sumanathera giữ lại.
Tuy nhiên, vua Nu Naone của vương quốc Lanna (Chiang Mai ngày nay) nghe tin về di vật này và yêu cầu nhà sư đem đến cho ông. Năm 1368, với sự cho phép của vua Dharammaraja đưa di vật này tới vua Nu Naone. Ngay lập tức di vật tự phân chia thành hai phần, một phần kích cỡ như cũ, một phần nhỏ hơn. Phần nhỏ hơn được cất giữ ở một Wat Suan Dok. Phần kia được nhà vua đặt lên con voi trắng. Con voi được thả vào rừng và truyền thuyết cho rằng con voi này đã leo lên núi Doi Suthep, rống lên ba lần rồi chết. Điều này được coi là điềm báo nơi di vật muốn được cất giữ, vì thế vua Nu Naone cho xây đền ở nơi đây vào cuối thế kỷ XIV.

## Giá trị
Bà Sara (Quỹ tưởng niệm các nhà báo Đông Dương (IMMF), quốc tịch Anh, sống tại Chiang Mai hơn 40 năm, đã nói: "Trước khi vào năm học mới, nhiều sinh viên năm nhất của Đại học Thái Lan đã đi bộ suốt 15 cây số để lên đây cầu nguyện cho việc học hành được thuận lợi". Bà Sara cũng là người thường xuyên đến đền để cầu nguyện cho mọi việc tốt lành.
Chùa còn là điểm tham quan hấp dẫn của thành phố Chiang Mai, ngoài việc thưởng ngoạn, viếng bái Phật, chùa còn là nơi có thể phóng tầm mắt ngắm nhìn toàn thể thành phố Chiang Mai từ trên cao từ núi Doi Suthep.

## Hình ảnh

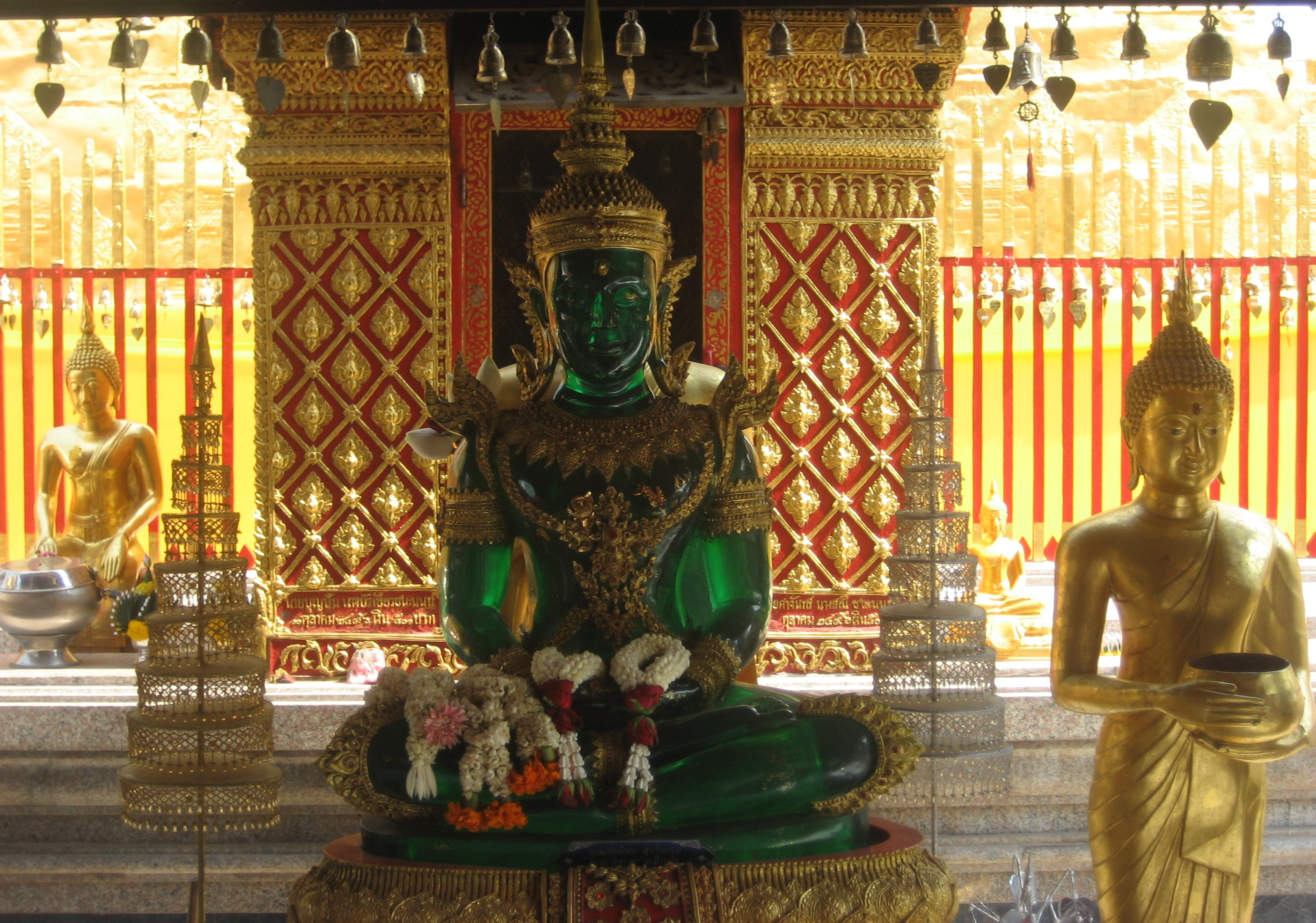
Tượng Phật bằng ngọc bích bên hông chùa
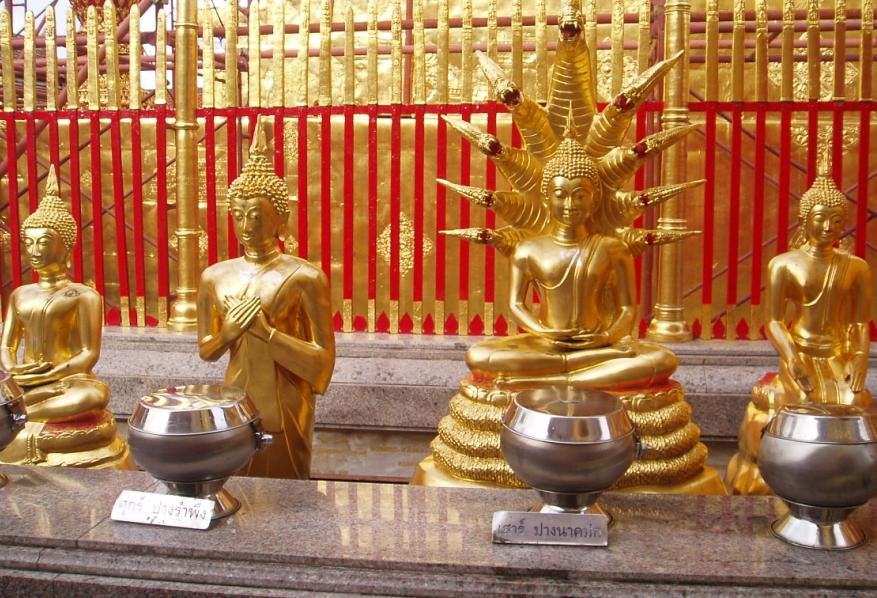
Các kiểu tượng Phật khác nhau
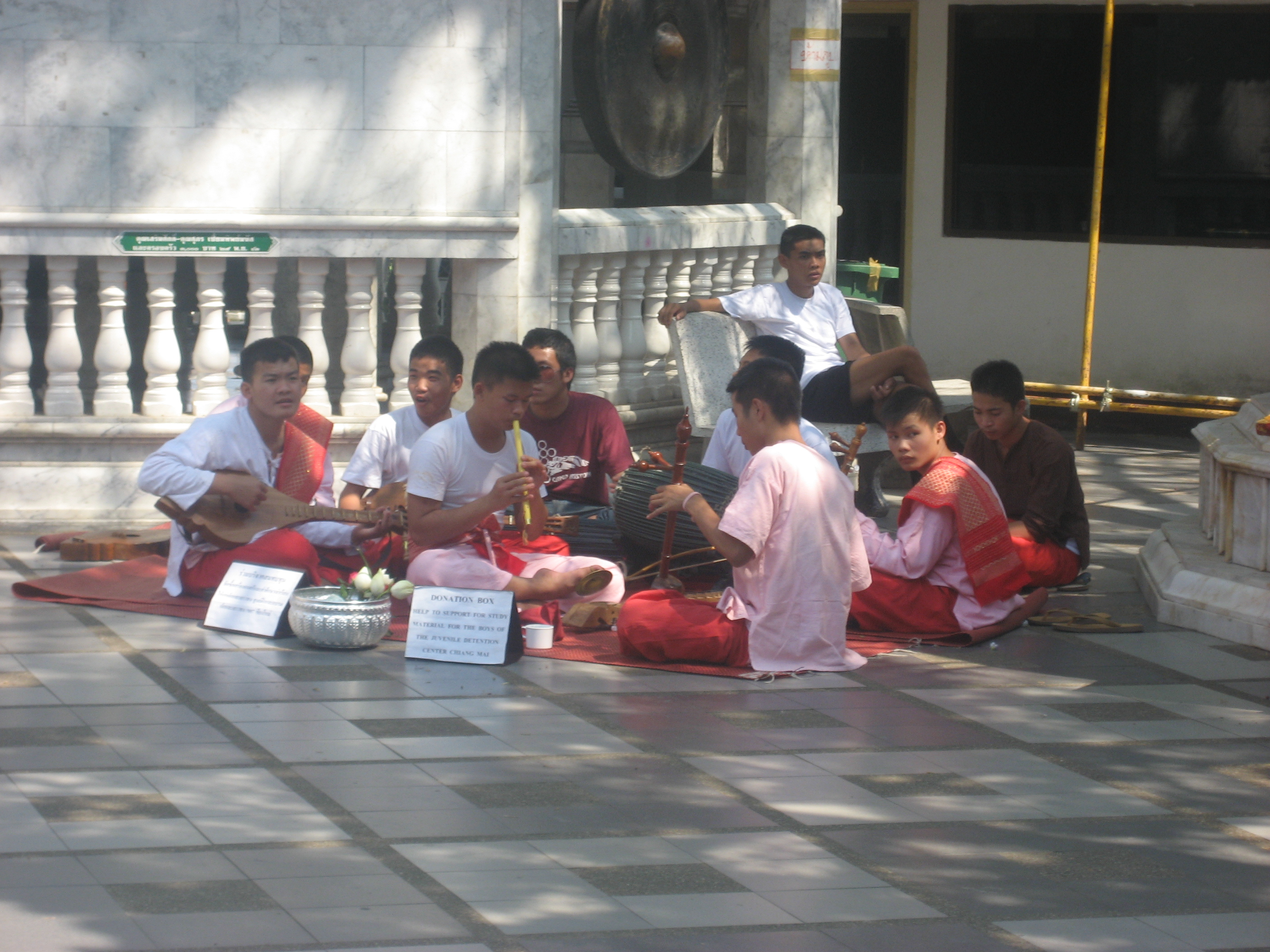
Một dàn nhạc ở chùa
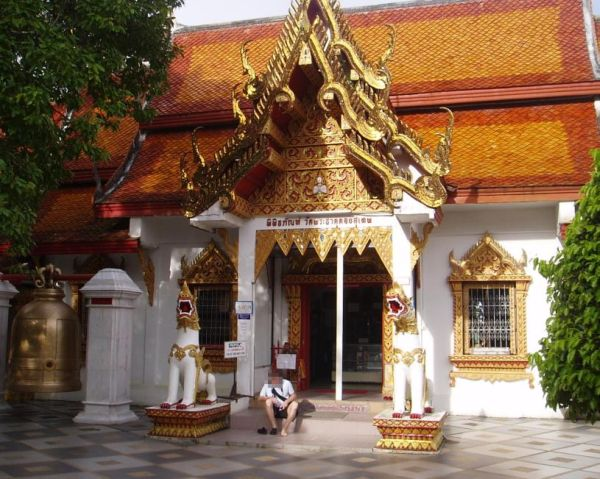
Nét kiến trúc
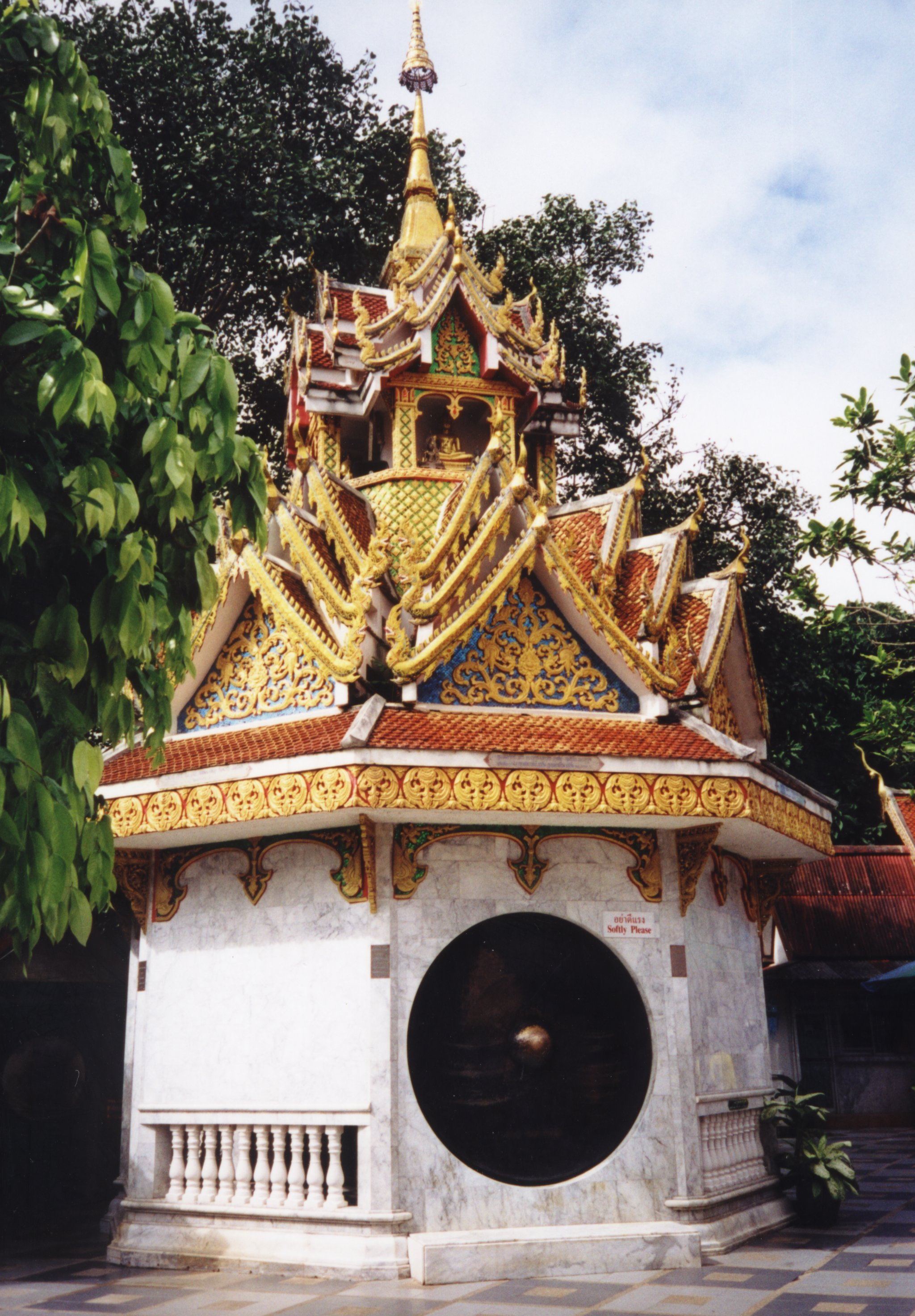
Một kiểu tháp chuông
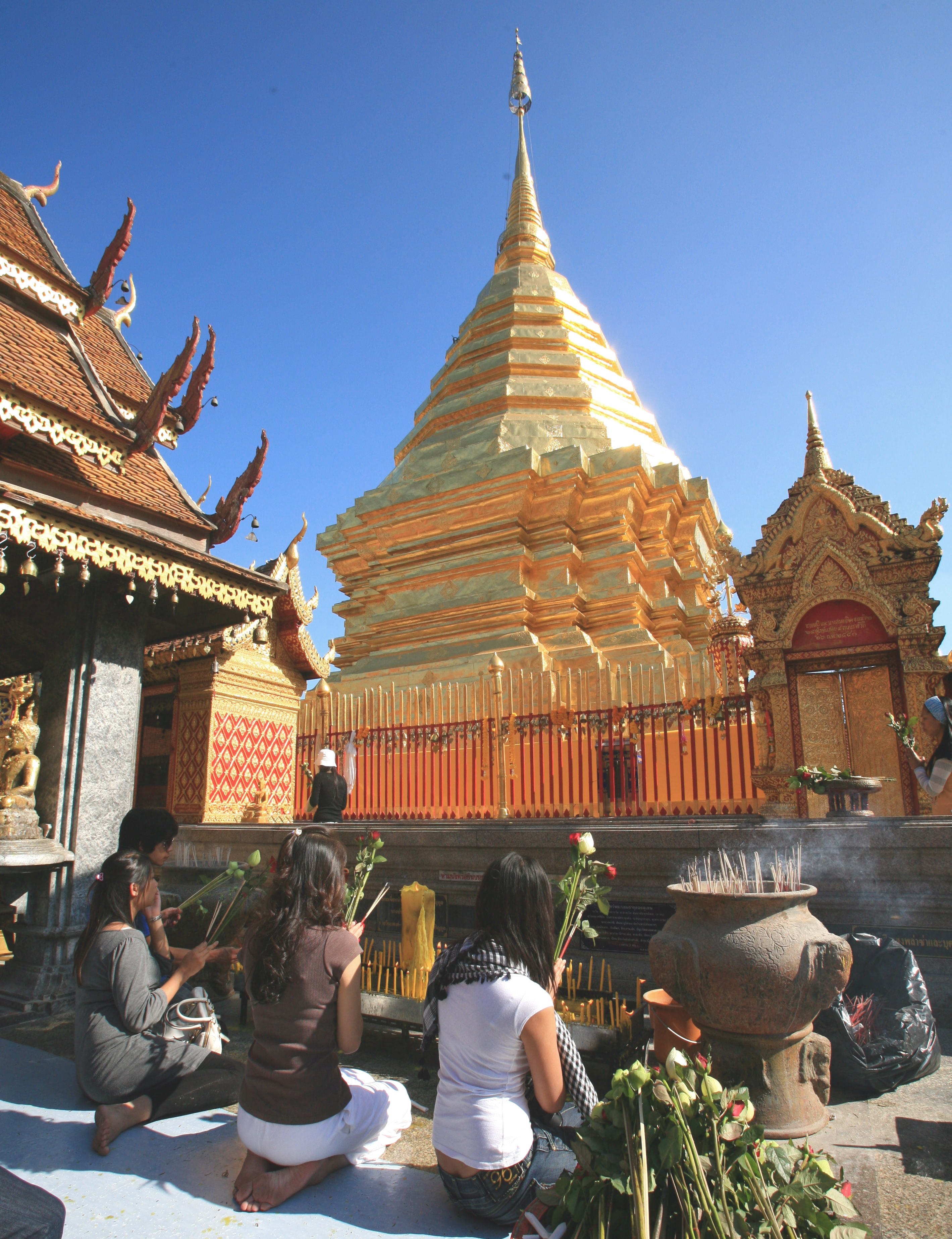
Rất đông phật tử đến cúng bái chùa